# EscaPADE
Escape and Plasma Acceleration and Dynamics Explorers (EscaPADE) (укр. Дослідники прискорення та динаміки плазми) — це запланована космічна наукова місія на планету Марс, що складається з двох космічних кораблів, що носять назви Blue і Gold ("Синій" та "Золотий"). Місія, яку спочатку планували запустити в жовтні 2024 року, є частиною програми NASA SIMPLEx. Однак місія не була запущена вчасно через технічну неготовність ракети-носія що мав вивести її у космос, New Glenn. Станом на перший квартал 2025 року розглядається можливий запуск як в 2025, так і в 2026 році. Ці місія продемонструє можливість недорого дослідження планет Сонячної системи. Космічні корабелі-близнюки вивчатимуть магнітосферу Марса і те, як сонячний вітер вплинув на втрату більшої частини атмосфери планети протягом історії Сонячної системи. 

## Космічний апарат
Кожен з ідентичних космічних апаратів ESCAPADE має суху масу ~200 кг, а заправлені вони мають масу <550 кг. Платформи КА були початково адаптовані із Rocket Lab Photon upper stage and і мають розмір приблизно 60х70х90 см. КА буде живитись двома 70-см сонячними панелями. Реактивний рух забезпечується хімічними реактивними двигунами виробленими Arianespace. Зв'язок забезпечується 60-см параболічною антеною в X-діапазоні.

## Цілі та інструменти
Наукові цілі EscaPADE:
- зрозуміти процеси, що контролюють структуру гібридної магнітосфери Марса, і те, як вона спрямовує іонні потоки
- зрозуміти, як енергія та імпульс переносяться від сонячного вітру через магнітосферу Марса
- дослідити процеси, що контролюють потік енергії та речовини у термосфері та екзосфері Марса